# Сперанский, Иван Петрович
Ива́н Петро́вич Спера́нский (1831—1909) — статский советник, преподаватель Смоленской духовной семинарии и епархиального женского училища, редактор «Смоленских епархиальных ведомостей» (1883—1901).

## Биография
Родился в октябре 1831 года в селе Великие Луки Порховского уезда Псковской губернии.
Образование получил в Псковской духовной семинарии и Петербургской духовной академии (1859); 26 апреля 1860 года был назначен в Смоленскую духовную семинарию, где прослужил до 26 ноября 1887 года; одновременно преподавал в Смоленском епархиальном женском училище.
С 1883 года был редактором «Смоленских епархиальных ведомостей»; писал для газеты статьи и заметки. Кроме этого им были составлены: «Очерк истории Смоленской духовной семинарии…» (Смоленск, 1892), «Сказания о чудотворных иконах Божией Матери» (4-е изд. — Смоленск, 1899), «Практические советы воспитанникам и воспитанницам, окончившим курс в церковно-приходских и сельских школах» (Смоленск, 1895; 4-е изд. — Смоленск, 1902), «Деятели Смоленского края на пользу церкви, общественной благотворительности, науки и народного образования» («Смоленские Епархиальные Ведомости», 1899), «Историческое описание Московского женского общежительного „Всех скорбящих радости“ монастыря».
И. П. Сперанский с детьми был утверждён указом Сената от 4 марта 1897 года в потомственном дворянском достоинстве.
Умер 28 июня (11 июля) 1909 года в Смоленске.

### Семья
Согласно формулярному списку о службе И. П. Сперанского, его жена — дочь коллежского советника Надежда Матвеевна Ларченкова. У них дети: Наталья (1863), Софья (1864), Вера (1868), Любовь (1870), Александр (1872), Митрофан (1874), Николай (1878), Владимир (1889).

## Награды
Ордена Св. Станислава 3-й и 2-й степени, Св. Анны 3-й и 2-й степени, Св. Владимира 4-й степени.

## Память
В июне 1909 года была учреждена стипендия имени И. П. Сперанского при Смоленском духовном училище.